# 日本のスポーツに関する資格一覧
日本のスポーツに関する資格一覧（にほんのスポーツにかんするしかくいちらん）は、日本国内で実施されている、スポーツに関する資格試験の名称を一覧としたものである。

## 国家資格
- 【教育職員免許法】
  - 中学校教員（保健体育）
  - 高等学校教員（保健体育）
- 【競馬法】
  - 騎手
  - 調教師
  - 厩務員
- 【小型自動車競走法】
  - 小型自動車競走選手（オートレーサー）
  - 小型自動車競走審判員
- 【自転車競技法】
  - 競輪選手
  - 競輪審判員
- 【モーターボート競走法】
  - 競艇選手
  - 競艇審判員
  - 競艇検査員

## 民間資格
- モータースポーツライセンス
  - JAFライセンス（自動車競技）
  - MFJライセンス（モーターサイクルスポーツ）
  - JJSFライセンス（ジェットスポーツ）
  - JJSBAライセンス（水上オートバイ）
  - JAFライセンス（自動車競技）
- 公認スポーツ指導者（日本スポーツ協会）
  - クラブマネージャー
  - アシスタントマネージャー
  - スポーツプログラマー
  - スポーツドクター
  - ジュニアスポーツ指導員
  - コーチングアシスタント
  - コーチ
- セーリング技術検定試験（日本セーリング連盟）
- JHF技能証（日本ハング・パラグライディング連盟）
- 滑空記章（日本滑空協会）
- 超軽量動力機技量認定（日本マイクロライト航空連盟）
- 熱気球操縦技能証明（日本気球連盟）
- JCA公認指導者（日本サイクリング協会）
- JJRU公認インストラクター（日本ジャンプロープ連合）
- アマチュア自転車競技選手（日本自転車競技連盟）
- ARDF審判員（日本アマチュア無線連盟）
- オリエンテーリングインストラクタ（日本オリエンテーリング協会）
- オリエンテーリングディレクタ（日本オリエンテーリング協会）
- サッカー指導者（日本サッカー協会）
  - JFA 公認S級コーチ（日本サッカー協会）
- サッカー公認審判員（日本サッカー協会）